# Дай Цзітао
Дай Цзітао (відомий також, як Дай Лянбі, Дай Чжуаньсянь, Сюаньтан, псевдонім — Тяньчоу, партійне прізвисько — Сяоюань) (кит. 戴季陶, піньїнь: Dài Jìtáo 1891–1949) — китайський громадський, державний і політичний діяч, один з ідеологів Китайської Національної партії (Гоміньдан), журналіст.

## Біографія
Син гончара. Отримав традиційну китайську освіту. До 1905 року навчався в середній школі в Японії, в 1907—1909 році — в юридичній школі при Університеті Ніхон .
Повернувшись в Китай, в 1911 році вступив в революційну організацію Тунменхой (букв. Об'єднаний союз, Союзна ліга), створену Сунь Ятсеном.
З 19 років писав статті для газет Shanghaiese China Foreign Daily (中外日報) і Тіандуо (天鐸報). За статті проти влади Імперії Цін йому загрожувало ув'язнення, тому в 1911 році він втік до Японії, а потім на острів Пінанг в Малайзії. У 1911 р брав участь в Учанському повстанні. Заснував в 1911 році демократичну газету «民權報».
Дай Цзітао вільно володів японською мовою, і незабаром став особистим перекладачем Сунь Ятсена, а з 1912 року — його секретарем.
У серпні 1912 року Тунменхой об'єдналася з декількома ліберальними політичними організаціями в Китайську революційну партію (пізніше Гоміньдан).
Після безуспішної спроби повалення Юань Шикая в ході Другої революції (1913), разом з Сунь Ятсеном емігрував до Японії, де в 1914 р вступив до Китайської революційну партію.
На першому з'їзді Гоміньдану в січні 1924 року Дай Цзітао обраний членом ЦВК і Постійного комітету та призначений завідувачем відділом пропаганди ЦВК Гоміньдану.
У 1926 році працював директором Університету Сунь Ятсена і начальником політвідділу Академії Вампу, яка готувала кадри для армії революційного уряду Південного Китаю. Його заступником був в той час Чжоу Еньлай .
З 1928 року — перший голова Екзаменаційного юаня, палати, що представляла в Китайській Республіці окрему гілку влади і відала призначеннями на державні посади. У 1929 році він створив «Центральний клуб», що об'єднував в своїх рядах представників вищого і середнього ешелонів гоминьданівської бюрократії. З його допомогою контролювалися центральний партійний апарат і партійна розвідка.
Дай цзітао — один з авторів тексту слів Гімну Китайської Республіки .
21 лютого 1949 року наклав на себе руки, проковтнувши понад 70 таблеток снодійного, після перемоги компартії в Китаї і проголошення КНР.